# Mahmoul

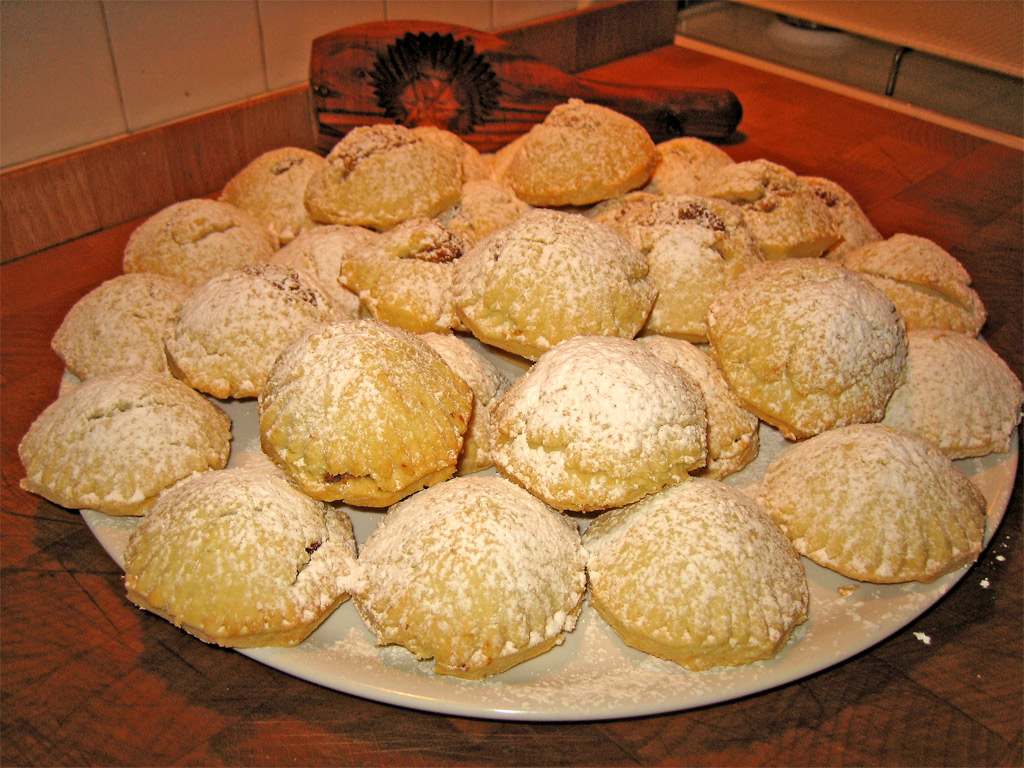
Comida popular principalmente na Arábia.

Mahmoul (ou ma'amoul, ou ainda mamule) é um doce árabe feito à base de semolina, leite e manteiga, com recheio de tâmaras, castanhas e água de flor de laranjeira, açúcar, margarina e outros ingredientes. 
Muito popular no Líbano e em outros países árabes, o mahmoul foi trazido para o Brasil por imigrantes provenientes desses países. Ainda sendo pouco conhecido por aqui, dificilmente é encontrado como produto comercial, mas é muito popular em festas e confraternizações organizadas por esses imigrantes e seus descendentes.

## Modo de preparo
Misturar semolina e manteiga aos poucos; deixar em descanso até o dia seguinte. Juntar o leite aos poucos e amassar bem. Fazer pequenas bolinhas na palma da mão, colocar o recheio e fechar. Colocar na assadeira sem untar e cozer em forno médio (175°C) até dourar.